# زمین‌لرزه ۱۳۸۹ کازرون
در ساعت ۱۴:۵۲ دقیقه ۵ مهر ۱۳۸۹ زمین‌لرزه‌ای به بزرگی ۵.۹ یا ۶.۱ ریشتر شهرستان های کازرون، ممسنی و شیراز را لرزاند. این زمین‌لرزه ۲ کشته و ۱۱ زخمی بر جای گذاشت و منازل مسکونی در کازرون و ممسنی دچار خساراتی شد. پس لرزه ها تا دو هفته پس از زلزله در کازرون و ممسنی ادامه داشتند. مرکز این زمین لرزه در ۹ کیلومتری شمال شهر کازرون قرار داشت.
این زلزله در استان‌های بوشهر و خوزستان نیز احساس شد.

## جستار های وابسته
- زلزله ۱۳۷۸ کازرون
- کازرون